# Universiada de vară din 1981

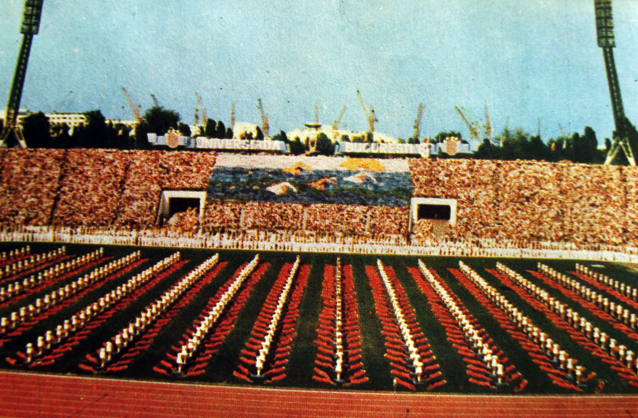
Universiada pe stadionul „23 August” din București

A 11-a ediție a Universiadei de vară s-a desfășurat între 19 și 30 iulie 1981 la București în România. 2.912 de sportivi din 86 de țări au participat în cadrul a 10 sporturi.

## Dezvoltare, pregătiri și desfășurare
Nicolae Ceaușescu a dorit inițial să țină Jocurile Olimpice de vară. România nu își putea permite financiar și logistic organizarea unui asemenea eveniment. În cele din urmă, a optat pentru Universiadă, competiție dedicată studenților, prilej pentru promovarea bunăstării societății socialiste din România. Jocurile Universitare au fost deschis de Ceaușescu pe Stadionul „23 August”, renovat și modernizat cu ocazia acesta. Nadia Comăneci a aprins flacăra Jocurilor. A fost ultima competiție în care ea a participat înainte să se retragă din cariera sportivă. Sportivii au fost cazați în complexul studențesc „Regie”, nou construit pe Splaiul Independenței.
Evenimentele s-au desfășurat la Stadionul „23 August” (atletism), Sala Giulești, Sala Politehnica, Sala Construcția, Sala Progresul (baschet), Palatul Sporturilor și Culturii (gimnastică), Patinoarul „23 August” (lupte), Bazinul „23 August” (înot), Bazinul Dinamo (polo pe apă), Ștrandul Tineretului (sărituri în apă), Sala de Atletism „23 August” (scrimă), terenurile Progresul (tenis), Sala Olimpia, Sala Floreasca, Sala Dinamo și Sala Agronomia (volei).
În timpul Universiadei sute de oameni au fost internați la Spitalul de Psihiatrie nr. 9 din Berceni. Ulterior, România a fost acuzată că nu toți sportivii au fost studenți.

## Sporturi
- Atletism detalii
- Baschet detalii
- Gimnastică detalii
- Lupte detalii
- Natație detalii
- Polo pe apă detalii
- Sărituri în apă detalii
- Scrimă detalii
- Tenis detalii
- Volei detalii

## Clasament pe medalii
| Loc   | Țară                        | Aur | Argint | Bronz | Total |
| ----- | --------------------------- | --- | ------ | ----- | ----- |
| 1     | Uniunea Sovietică           | 40  | 36     | 33    | 109   |
| 2     | România                     | 30  | 17     | 20    | 67    |
| 3     | Statele Unite ale Americii  | 29  | 18     | 9     | 56    |
| 4     | China                       | 10  | 8      | 3     | 21    |
| 5     | Italia                      | 6   | 4      | 3     | 13    |
| 6     | Republica Democrată Germană | 4   | 6      | 1     | 11    |
| 7     | Japonia                     | 3   | 2      | 2     | 7     |
| 8     | Cuba                        | 2   | 2      | 4     | 8     |
| 9     | RFG                         | 2   | 1      | 3     | 6     |
| 10    | Regatul Unit                | 2   | 1      | 2     | 5     |
| 11    | Iugoslavia                  | 1   | 3      | 2     | 6     |
| 12    | Ungaria                     | 1   | 2      | 2     | 5     |
| 13    | Cehoslovacia                | 1   | 2      | 1     | 4     |
| 14    | Polonia                     | 1   | 0      | 4     | 5     |
| 15    | Maroc                       | 1   | 0      | 0     | 1     |
| 15    | Suedia                      | 1   | 0      | 0     | 1     |
| 17    | Bulgaria                    | 0   | 4      | 5     | 9     |
| 18    | Brazilia                    | 0   | 3      | 10    | 13    |
| 19    | Canada                      | 0   | 3      | 2     | 5     |
| 20    | Coreea de Sud               | 0   | 1      | 4     | 5     |
| 21    | Franța                      | 0   | 1      | 3     | 4     |
| 22    | Australia                   | 0   | 1      | 0     | 1     |
| 22    | Finlanda                    | 0   | 1      | 0     | 1     |
| 22    | Grecia                      | 0   | 1      | 0     | 1     |
| 22    | Elveția                     | 0   | 1      | 0     | 1     |
| 26    | Algeria                     | 0   | 0      | 1     | 1     |
| 26    | Austria                     | 0   | 0      | 1     | 1     |
| 26    | Coasta de Fildeș            | 0   | 0      | 1     | 1     |
| 26    | Ghana                       | 0   | 0      | 1     | 1     |
| 26    | Mongolia                    | 0   | 0      | 1     | 1     |
| Total | Total                       | 133 | 117    | 117   | 367   |